# Honda Bank
Die im Jahr 1998 gegründete Honda Bank GmbH ist eine herstellerverbundene Autobank, die Finanzierungs-, Leasing- und Versicherungsprodukte für Honda-Fahrzeuge in Deutschland anbietet.
Das Unternehmen mit Sitz in Frankfurt am Main ist eine 100-prozentige Tochtergesellschaft der Honda Motor Europe Ltd. (Slough, Großbritannien). Zur Honda Bank GmbH gehört die Niederlassung Honda Bank GmbH S.E. in Barcelona, Spanien. Die Honda Bank ist 100-prozentiger Eigentümer der Honda Versicherungsdienst GmbH, welche für Versicherungsvermittlungen zuständig ist. Honda Bank ist Mitglied im Bundesverband Deutscher Leasing-Unternehmen.

## Geschichte
Zum 1. Juli 1998 wurde die Honda Bank GmbH als Tochterunternehmen der Honda Deutschland GmbH (40 %) und der Honda Motor Europe Ltd. (60 %) gegründet und nahm vorerst ausschließlich die Endkundenfinanzierung von Pkw-Neufahrzeugen auf.
Im Januar 2002 wurde das Angebot für Endkunden um die Finanzierung von Motorrad-Neufahrzeugen erweitert. Ein Jahr später, im April 2003, nahm die Bank die Einkaufsfinanzierung von Neufahrzeugen für den Vertragshandel auf, welche die Finanzierung von Lager- und Ausstellungsfahrzeugen umfasst.
Im Januar 2006 bot die Honda Bank GmbH erstmals die Finanzierung von Gebrauchtfahrzeugen für Endkunden und Handel an. Das Portfolio der Bank wurde dann im Januar 2007 um das Leasing von Neufahrzeugen erweitert.
Seit Juli 2012 ist die Honda Bank GmbH ein 100-prozentiges Tochterunternehmen von Honda Motor Europe Ltd.

## Geschäftszweck
Die Honda Bank GmbH hat das Ziel, durch ihre Finanzdienstleistungen den Absatz von Produkten der Marke Honda und ihrer Handelspartner zu fördern. Darüber hinaus hat die Bank die Aufgabe, die Loyalität der Kunden zur Herstellermarke zu stärken.

## Produkte

### Finanzierung
Die Honda Bank bietet Einkaufsfinanzierung für den Handel und Endkundenfinanzierung von Fahrzeugen (Pkw und Motorräder). Folgende Finanzierungsoptionen werden laut Website der Bank angeboten:
Klassische Ratenfinanzierung: Finanzierung der Kaufsumme in vorher festgelegten Monatsraten für Neu-, Vorführ- und Gebrauchtfahrzeuge.
Idealfinanzierung: Teilfinanzierung der Kaufsumme in Raten mit vertraglich festgelegter Schlussrate am Ende der Vertragsdauer (Neu- und Vorführfahrzeuge)
3-Optionen-Kredit: Schlussratenfinanzierung analog der Idealfinanzierung, welche dem Kunden am Ende des Vertrags die Wahlmöglichkeit gibt, ob der Restbetrag bezahlt wird, ein neuer Finanzierungsvertrag geschlossen wird oder das Fahrzeug an den Händler zurückgegeben wird.
50/50 Kredit: 50 Prozent der Kaufsumme werden bei Vertragsantritt beglichen, die anderen 50 Prozent erfolgen am Ende des Vertrages. In der Zwischenzeit werden weder Zinsen noch Rückzahlungen fällig.

### Leasing (Pkw)
Kilometerleasing: Leasing von Neu- oder Vorführfahrzeugen mit Vertragslaufzeiten zwischen zwölf und 60 Monaten. Bei Vertragsabschluss wird eine jährliche Fahrleistung vereinbart.
Restwertleasing: Leasing von Neu- oder Vorführfahrzeugen mit Vertragslaufzeiten zwischen zwölf und 60 Monaten. Der Leasingvertrag basiert auf dem geschätzten Restwert des Leasingfahrzeugs bei Rückgabe.

### Versicherungen
Mit ihrer Tochtergesellschaft Honda Versicherungsdienst GmbH bietet die Honda Bank GmbH über den Handel fahrzeugbezogene Versicherungslösungen an, z. B. Kfz-Versicherung. Eine Restschuldversicherung und Leasingratenversicherung wird in Zusammenarbeit mit der PNB Paribas Cardif angeboten.

## Sonstiges
Die Honda Bank GmbH ist Mitglied im Bankenfachverband e. V. und befolgt den "Kodex zur verantwortungsvollen Kreditvergabe".